# Septic Tank
Septic Tank ist eine britische Hardcore-Punk- und Grindcore-Band aus Coventry, England, die 1994 als Nebenprojekt von Lee Dorrian gegründet wurde.

## Bandgeschichte
1994 gründete Lee Dorrian von Cathedral zusammen mit Gaz Jennings (ebenfalls Cathedral), Scott Carlsson (Repulsion) und Barry Stern von Trouble, um ihrer Vorliebe für 1980er Crustcore im Stile von Discharge, Siege und Doom zu frönen. Der Bandname besteht aus den beiden Inspirationsquellen Septic Death und Tank und bedeutet auf Deutsch übersetzt „Klärgrube“. Zwei Jahrzehnte lang existierte die Band nur sporadisch, die Mitglieder lebten zwischenzeitlich weit voneinander getrennt.
2013, als sich Cathedral nach dem Album The Last Spire auflösten, reaktivierte Dorrian das Bandprojekt wieder. Musikproduzent Jamie „Gomez“ Arellano übernahm das Schlagzeug. Gemeinsam entstand die EP The Slaughter, die auf 900 Exemplare limitiert und nur in Japan veröffentlicht wurde.
Am 14. April 2018 folgte das Debütalbum Rotting Civilisation über Dorrians eigenes Label Rise Above Records. Das Albumartwork wurde von Stewart Easton erstellt.

## Musikstil
Die Band spielt harten, brutalen Hardcore-Punk, der seine Inspirationen aus den beiden namensgebenden Bands Septic Death und Tank sowie Discharge, Celtic Frost, Cryptic Slaughter sowie der japanischen Grindcore-Band G.I.S.M. bezieht.

## Diskografie
- 2013: The Slaughter (7’’, MCR Company)
- 2018: Rotting Civilisation (LP/CD, Rise Above Records)